# RS Components
RS Components – międzynarodowy dystrybutor produktów z zakresu elektroniki, automatyki przemysłowej, sterowania, techniki pomiarowej, elektryki i mechaniki. Firma została założona w 1937 roku, a jej główna siedziba mieści się w Corby w Anglii. Jako marka handlowa należąca do grupy Electrocomponents, RS posiada 17 centrów dystrybucji i działa na terenie 32 krajów. Grupa Electrocomponents jest notowana na Londyńskiej Giełdzie Papierów Wartościowych. Do 31 marca 2012 odnotowała dochody w wysokości 1,27 mld funtów.

## RS Components w Europie Wschodniej
W styczniu 2011 roku firma rozszerzyła działalność na rynki w Europie Wschodniej: Polskę, Czechy i Węgry. Siedziba polskiego oddziału firmy mieści się w Warszawie, a centrum logistyczne w niemieckim Bad Hersfeld. RS Components udostępnia bezpłatne zasoby internetowe takie jak trójwymiarowe modele produktów i narzędzie DesignSpark PCB.